# Jacqueline Lovell
Pour les articles homonymes, voir Lovell.
Jacqueline Lovell, née le 9 décembre 1974 en Californie du Sud, est une mannequin de charme et actrice américaine.

## Biographie
Au cours des années 1990, Jacqueline Lovell a été mannequin pour des magazines tels que Playboy et Penthouse sous le nom de Sara St. James, 
Elle est mariée à Ed Nyahay et ils ont eu une fille en décembre 2000. Elle joue régulièrement des rôles érotiques lesbiens.

## Filmographie

### Télévision

#### Téléfilms
- 1996 : Surveillance rapprochée (en) (Night Eyes 4: Fatal Passion) : Runaway
- 1995 : Ron Harris' Camera: Up-Close and Dangerous

#### Séries télévisées
- 1995 : Génération musique (California Dreams) (saison 4, épisode 10 : Community Service) : Hotline Volunteer
- 1995 : Red Shoe Diaries : Bordello Woman (non-créditée) / Dakota / Susan
- 1997 : Click : Susan / Laurie Hunt / Victoria / Pussy L'Amour
- 2004 : New York, police judiciaire (Law and Order) (saison 15, épisode 02 : Ma Meilleure Ennemie) : Heather
- 2005 : New York, section criminelle (Law and Order: Criminal Intent) (saison 5, épisode 04 : Erreur sur la Personne) : Kyra (non-créditée)
- 2006 : Love Monkey (saison 1, épisode 01 : Pilote) : Party Girl (non-créditée)
- 2008 : Les Experts : Manhattan (CSI: NY) (saison 4, épisode 17 : En haut de l'affiche) : Louise Perry (non-créditée)
- 2013 : Whitney (saison 2, épisode 14 : Crazy, Stupid, Words) : Susie

### Cinéma
- 1994 : Forrest Gump : supportrice de football (non-créditée)
- 1994 : Secret Lives
- 1995 : Who Killed Buddy Blue? : Cindy
- 1995 : Unruly Slaves 2
- 1995 : Unruly Slaves (court métrage)
- 1995 : Nude Bowling Party (vidéo) : Barbie
- 1995 : Spy Trap (vidéo)
- 1995 : Nicole's Revenge
- 1995 : I Cream on Jeannie (vidéo)
- 1995 : Nude Models Private Sessions 2 (vidéo) : Sara
- 1996 : Body Language
- 1996 : In-Flight Fantasies
- 1996 : Le Cerveau de la famille (Head of the Family) : Lorretta
- 1996 : Femalien : Sun
- 1996 : Virtual Encounters : Kika
- 1996 : Animal Instincts III : femme de ménage #2
- 1996 : Demolition High (vidéo) : étudiante sauvée par Lenny Slater (non-créditée)
- 1996 : Erotic Heat
- 1996 : Walnut Creek : Masseuse (non-créditée)
- 1996 : Hard Time : Star
- 1996 : Damien's Seed : Trix
- 1996 : Dream Girls
- 1997 : The Exotic House of Wax : Star
- 1997 : Hideous! : Sheila
- 1997 : Captured on Camera (vidéo)
- 1997 : I'm Watching You : Alisha
- 1997 : The Girls of Surrender Cinema
- 1997 : You Only Live Until You Die : Pussy L'Amour
- 1997 : Legally Exposed (vidéo) : Victoria
- 1997 : Sex on the Saddle (vidéo)
- 1997 : The Ultimate Attraction : Susan
- 1997 : Venus Descending : Icon
- 1998 : Lolita 2000 : Lolita
- 1998 : Black Sea 213 : Ursula
- 1998 : A Place Called Truth : Rita
- 1999 : The Key to Sex : Ring
- 1999 : Auditions from Beyond (vidéo)
- 1999 : The Killer Eye : Rita Grady
- 1999 : Channel Island Girls
- 2001 : Women of the Night : Charlotte
- 2004 : Melinda et Melinda : personne à une fête d'Halloween
- 2004 : She Hate Me : témoin de suicide
- 2005 : Little Manhattan : passagère du métro
- 2005 : Chassé-croisé à Manhattan (Trust the Man) : fille au bar
- 2006 : La Panthère rose : serveuse
- 2007 : Brooklyn Rules de Michael Corrente : clubbeuse dans les 80s
- 2007 : The Warrior Class (en) (vidéo) : patron du café "New England"
- 2008 : Dead Country
- 2014 : Dwegons and Leprechauns : Missy / Tatiana (voix)